# Rinchenpung-Kloster

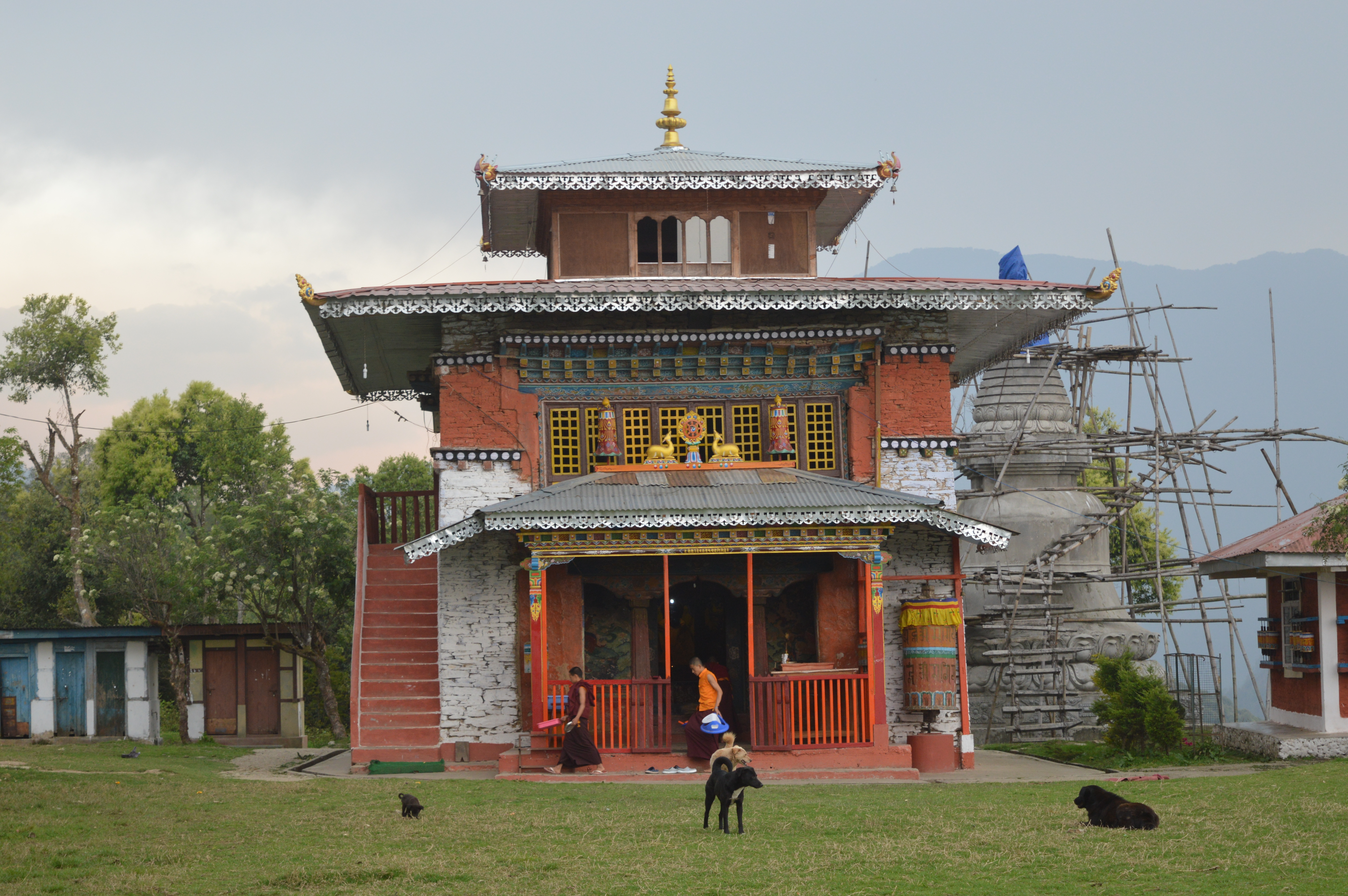
Rinchenpung-Kloster

Das Rinchenpung-Kloster oder Rinchenpung Gompa ist ein Kloster der Nyingma-Schule des tibetischen Buddhismus in Pemakö (padma bkod). Es liegt im Zhumo-Tal im Kreis Mêdog (Metog), des Regierungsbezirk Nyingchi, Tibet, stromaufwärts vom Zusammenfluss des Flusses mit dem Brahmaputra. In dem Kloster befindet sich ein heiliges Bildnis der Gottheit Hayagriva. Beim Metog-Erdbeben (bzw. Assam-Erdbeben) im Jahr 1950 wurde es zerstört und später wieder aufgebaut.